# Джордан-Веллі (Орегон)
Джордан-Веллі (англ. Jordan Valley) — місто (англ. city) в США, в окрузі Малер штату Орегон. Населення — 130 осіб (2020).

## Географія
Джордан-Веллі розташований за координатами 42°58′46″ пн. ш. 117°3′27″ зх. д. / 42.97944° пн. ш. 117.05750° зх. д. (42.979333, -117.057442).  За даними Бюро перепису населення США в 2010 році місто мало площу 5,39 км², уся площа — суходіл.

## Демографія
Згідно з переписом 2010 року, у місті мешкала 181 особа в 94 домогосподарствах у складі 53 родин. Густота населення становила 34 особи/км².  Було 149 помешкань (28/км²).
Расовий склад населення:
| - 95,0 % — білих - 3,3 % — корінних американців |

До двох чи більше рас належало 1,7 %. Частка іспаномовних становила 6,6 % від усіх жителів.
За віковим діапазоном населення розподілялося таким чином: 14,9 % — особи молодші 18 років, 53,1 % — особи у віці 18—64 років, 32,0 % — особи у віці 65 років та старші. Медіана віку мешканця становила 55,9 року. На 100 осіб жіночої статі у місті припадало 98,9 чоловіків;  на 100 жінок у віці від 18 років та старших — 97,4 чоловіків також старших 18 років.
Середній дохід на одне домашнє господарство  становив 47 949 доларів США (медіана — 33 333), а середній дохід на одну сім'ю — 56 944 долари (медіана — 38 333). За межею бідності перебувало 8,5 % осіб, у тому числі 4,2 % дітей у віці до 18 років та 9,8 % осіб у віці 65 років та старших.
Цивільне працевлаштоване населення становило 65 осіб. Основні галузі зайнятості: транспорт — 16,9 %, сільське господарство, лісництво, риболовля — 16,9 %, публічна адміністрація — 12,3 %, роздрібна торгівля — 10,8 %.